# سروش نوجوان
سروش نوجوان عنوان مجله‌ای است که از فروردین ۱۳۶۷ تا اسفند ۱۳۸۵ منتشر می‌شد. تعداد ۲۲۸ نسخه از این ماهنامه در ۱۹ سال منتشر گردیده است.
از نخستین شماره تا سال ۱۳۸۲ فریدون عموزاده خلیلی، قیصر امین‌پور و بیوک ملکی سردبیران این مجله بودند.
نویسندگانی که در راه‌اندازی مجله همکاری داشتند و هیئت تحریریه را تشکیل دادند، عبارت بودند از:
- حسن احمدی
- طاهره ایبد
- نقی سلیمانی
- مهرداد غفارزاده
- فریبا نباتی

به مرور نویسندگان و شاعران دیگری مانند * شهرام شفیعی، آتوسا صالحی، فروزنده داورپناه مهدیه نظریه، میترا بیات و مژگان کلهر همکاری خود را با آن آغاز کردند.
در سال ۱۳۸۲ با تغییر مدیریت انتشارات سروش، سردبیری مجله سروش نوجوان به محمدرضا سرشار (رضا رهگذر) سپرده شد. سال ۱۳۸۵ سروش نوجوان تعطیل شد و در اردیبهشت ۱۳۹۶ به مناسبت زادروز قیصر امین پور مجدداً آغاز به کار کرد. این بازنشر با تغییر فاحشی در این رویکرد انجام شد و صرفاً به چاپ آثار نوجوانان اختصاص یافت.